# Phare de Ponta do Arnel
Le phare de Ponta do Arnel est un phare situé sur le promontoire de Ponta do Arnel (pt), dans la municipalité de Nordeste, sur l'île de São Miguel (Archipel des Açores - Portugal).
Il est géré par l'autorité maritime nationale du Portugal à Oeiras (Grand Lisbonne).
Il est situé dans une zone de protection de la nature du nom d'IBA da Ponta do Arnel e Faial da Terra (pt).

## Histoire
Le phare de Ponta do Arnel fut le premier phare installé dans l'archipel des Açores. Il a été mis en fonction le 26 novembre 1876. C'était un feu marquant les îles pour les navires arrivant du Portugal.
C'est une tour octogonale en pierre au-dessus d'une maison de gardien d'un étage. L'édifice est peint en blanc et la lanterne est rouge. À l'origine, il était équipé un système dioptrique de 3e ordre émettant une lumière blanche fixe et clignotante avec une portée de 18 milles nautiques (32 km) pour la lumière fixe et 25 milles (45 km) pour les flashs. Le feu était alimenté par une lampe à huile. Le plan général des phares et balises de 1883 ne modifia pas les caractéristiques du phare.
En 1929, la station a été agrandie pour son électrification. En 1936, deux nouveaux logements ont été construits. En 1955, des groupes électrogènes ont été installés et l'optique d'origine a été remplacée par une lentille de Fresnel de 3e ordre avec une petite focale de 375 mm et sa portée a été réduite à 21 milles nautiques (environ 38 km). En 1985, il a été rajouté un secteur rouge. En 1990, d'autres modifications ont été faites dont un système rotatif automatique émettant un flash toutes les 5 secondes visible jusqu'à 45 km.
Le phare est situé à l'extrémité orientale de l'île et il est visitable le mercredi après-midi.
Le phare d'Arnel a subi plusieurs améliorations et adaptations au fil des ans, qui lui ont permis de conserver ses fonctions de marquage maritime et de constituer un monument dans le patrimoine du comté du Nord-Est.
Tout au long de l'année, des visites guidées du phare d'Arnel sont proposées, permettant aux visiteurs de connaître l'histoire et le patrimoine, ainsi que l'activité du phare et des gardiens de phare qui se trouvent dans le phare par roulement de 24 heures afin de préserver le bon fonctionnement du phare. signalisation maritime et sécurité côtière.
les gardiens de phare sont responsables de la sécurité et de la surveillance du trafic maritime.
Ouvert uniquement pour les visites le mercredi
14h00 à 17h00 - été
13h30-16h30 - hiver
Numéro national: 604.
International n ° D-2640.
Identifiant : ARLHS : AZO04 ; PT-604 - Amirauté : D2640 - NGA : 23636.
|                             |
| Le phare sur Ponta do Arnel |

|             |
| La lanterne |

### Lien connexe
- Liste des phares des Açores